# العلاقات السنغالية الفيتنامية
العلاقات السنغالية الفيتنامية هي العلاقات الثنائية التي تجمع بين السنغال وفيتنام.

## مقارنة بين البلدين
هذه مقارنة عامة ومرجعية للدولتين:
| وجه المقارنة                                              | السنغال                                              | فيتنام           |
| --------------------------------------------------------- | ---------------------------------------------------- | ---------------- |
| المساحة (كم2)                                             | 196.72 ألف                                           | 331.69 ألف       |
| عدد السكان (نسمة)                                         | 15.85 مليون                                          | 94.66 مليون      |
| الكثافة السكانية (ن./كم²)                                 | 80.57                                                | 285.39           |
| العاصمة                                                   | داكار                                                | هانوي            |
| اللغة الرسمية                                             | لغة فرنسية، اللغة الولوفية، باديارا ‏، اللغة البلنتية | اللغة الفيتنامية |
| العملة                                                    | فرنك غرب أفريقي                                      | دونغ فيتنامي     |
| الناتج المحلي الإجمالي (بليون دولار)                      | 16.37 مليار                                          | 234.19 مليار     |
| الناتج المحلي الإجمالي (تعادل القوة الشرائية) بليون دولار | 36.62 مليار                                          | 553.42 مليار     |
| الناتج المحلي الإجمالي الاسمي للفرد دولار أمريكي          | 899                                                  | 2.48 ألف         |
| الناتج المحلي الإجمالي للفرد دولار أمريكي                 | 2.33 ألف                                             | 5.63 ألف         |
| مؤشر التنمية البشرية                                      | 0.466                                                | 0.666            |
| رمز المكالمات الدولي                                      | +221                                                 | +84              |
| رمز الإنترنت                                              | .sn                                                  | .vn              |
| المنطقة الزمنية                                           | 00                                                   | ت ع م+07:00      |

## منظمات دولية مشتركة
يشترك البلدان في عضوية مجموعة من المنظمات الدولية، منها:
| علم المنظمة | اسم المنظمة                        | تاريخ انضمام السنغال | تاريخ انضمام فيتنام |
| ----------- | ---------------------------------- | -------------------- | ------------------- |
|             | وكالة ضمان الاستثمار متعدد الأطراف | 12 أبريل 1988        | 5 أكتوبر 1994       |
|             | منظمة الشرطة الجنائية الدولية      | ?                    | ?                   |
|             | منظمة حظر الأسلحة الكيميائية       | ?                    | ?                   |
|             | منظمة التجارة العالمية             | ?                    | 11 يناير 2007       |
|             | الفريق المعني برصد الأرض           | ?                    | ?                   |
|             | الأمم المتحدة                      | 28 سبتمبر 1960       | 20 سبتمبر 1977      |
|             | مؤسسة التمويل الدولية              | 31 أغسطس 1962        | 4 أغسطس 1967        |
|             | يونسكو                             | 10 نوفمبر 1960       | 6 يوليو 1951        |
|             | مؤسسة التنمية الدولية              | 31 أغسطس 1962        | 24 سبتمبر 1960      |
|             | البنك الدولي للإنشاء والتعمير      | 31 أغسطس 1962        | 21 سبتمبر 1956      |
|             | الاتحاد البريدي العالمي            | ?                    | ?                   |
|             | الاتحاد الدولي للاتصالات           | 15 نوفمبر 1960       | 24 سبتمبر 1951      |

## وصلات خارجية
- موقع وزارة الخارجية السنغالية
- موقع وزارة الخارجية الفيتنامية